# Orou Gnonrou
Orou Gnonrou est un village de l'arrondissement de Banikoara dans l'Alibori dans le nord du Bénin.